# Марія Трапезундська
Марія Трапезундська (д/н — 17 грудня 1439) — візантійська імператриця. Відома також як Марія Велика Комніна.

## Життєпис
Походила з династії Великих Комнінів. Донька Олексія IV, імператора Трапезундської імперії, й Феодори Кантакузини. Про дату народження та молоді роки нічого невідомо. Відзначалася красою. У вересні 1427 року відбувся шлюб Марії з візантійським імператором Іоанном VIII. Дітей у шлюбі не було.
Більшу частину повсякденного життя приділяла розвагам, полюванню та розкошам, не втручаючись у політичні справи. Іспанський мандрівник Педро Тафур підозрював імператрицю в інтимному зв'язку з рідним братом Олександром, проте це не доведено. Померла наприкінці 1439 року під час якоїсь епідемії.